# 6. Panzerarmee (Rote Armee)
Die 6. Panzerarmee (russisch 6-я танковая армия), ab September 1944 6. Gardepanzerarmee, war die letzte der sechs während des Zweiten Weltkriegs aufgestellten Panzerarmeen der Roten Armee. Eingesetzt im Rahmen der 1., 2. und 3. Ukrainischen Front kämpfte sie in der Dnepr-Karpaten-Operation, der Operation Jassy-Kischinew, in den Kämpfen in Ungarn sowie in der Wiener und der Prager Operation. Nach dem Kriegsende in Europa in den Fernen Osten verlegt, wurde sie im Rahmen der Transbaikalfront in der Sowjetischen Invasion der Mandschurei gegen die Streitkräfte des Japanischen Kaiserreiches eingesetzt.
In der Nachkriegszeit blieb sie weiterhin im Fernen Osten stationiert, wo sie zeitweise als 6. Garde-mechanisierte Armee bekannt war. Ende der 1950er Jahre wurde sie in der Ukrainischen SSR stationiert, nach dem Zerfall der Sowjetunion in die Ukrainischen Streitkräfte überführt und dort 1993 zum 6. Armeekorps umgewandelt.

## Geschichte

### Zweiter Weltkrieg
Auf Anweisung der Stawka vom 20. Januar 1944 wurde fünf Tage später die 6. Panzerarmee im Bestand der 1. Ukrainischen Front aufgestellt. Unter ihrem Befehl befanden sich zu Beginn das 5. Gardepanzerkorps und das 5. mechanisierte Korps neben weiteren Einheiten. Direkt nach ihrer Aufstellung nahm die Armee gemeinsam mit der 1. und 2. Panzerarmee und der 5. Gardepanzerarmee an der Korsun-Schewtschenkowsker Operation teil. Nach deren Abschluss wurde sie in den Bestand der 2. Ukrainischen Front transferiert und war an den Kämpfen der Uman-Botoșaner Operation bis Mitte April beteiligt.
Ende August 1944 nahm die Armee an der Operation Jassy-Kischinew teil und drang danach ins Landesinnere Rumäniens vor. Hier nahm sie unter anderem Ploiești und marschierte am 31. August in Bukarest ein. Anschließend wurde sie für die Operationen in Siebenbürgen nach Westen abgedreht. Durch Erlass des Oberkommandos vom 12. September erhielt sie den neuen Namen 6. Gardepanzerarmee, das 5. mechanisierte Korps wurde gleichzeitig in 9. Garde-mechanisiertes Korps umbenannt. Im Oktober 1944 nahm die Armee an der Debrecener Operation der 2. Ukrainischen Front teil, anschließend war sie bis Anfang Dezember in der Front-Reserve. Es folgte ab dem 20. Dezember die Beteiligung an der Schlacht um Budapest, bevor die Armee Ende Januar 1945 erneut in die Frontreserve kam.
Am 16. März 1945 erging der Befehl der Stawka, die 6. Gardepanzerarmee ab dem nächsten Tag der 3. Ukrainischen Front zu unterstellen, die im Zuge der deutschen Plattenseeoffensive unter Angriff aus drei Richtungen stand. Der Armee waren dafür zugeteilt:
5. Garde-Panzerkorps, Generalmajor Michail Iwanowitsch Saweljew
- 20., 21. und 22. Garde-Panzerbrigade, 6. Garde-mech. Schützenbrigade

9. Garde-mechanisiertes Korps, Generalleutnant Michail Wassiljewitsch Wolkow
- 18., 30. und 31. Garde-mechanisierte Brigade, 46. Garde-Panzerbrigade

Mobile Frontreserve:
18. Panzerkorps, Generalmajor Pjotr Dmitrijewitsch Goworunienko
- 110., 170. und 181. Garde-Panzerbrigade, 32. Garde-mech. Schützenbrigade

Durch ihren Einsatz konnten die deutschen Offensivabsichten vereitelt und die deutschen Verbände zum Rückzug gezwungen werden. Im direkten Anschluss gingen die Armeen der 3. Ukrainischen Front zur Wiener Operation über, die Panzertruppen der 6. Garde-Panzerarmee durchbrachen die deutsche Front Ende März großräumig bei Oberpullendorf. Dahinter folgte in zweiter Staffel die Infanterie der 9. Gardearmee, welche dann am linken Flügel über Kőszeg nach Westen drängte, am rechten Flügel stieß die 4. Gardearmee mit dem 1. Garde mechan. Korps (General Russijanow) über Ödenburg nach Norden vor.
Das 5. Garde-Panzerkorps (Generalmajor Saweljew) erlitt beim Kampf um Mattersburg schwere Verluste, worauf das 9. Garde-mechanisiertes Korps (Generalleutnant Wolkow) an die Spitze trat und zunächst die 9. Gardearmee bei der Einnahme von Wiener Neustadt unterstützte. Am 3. und 4. April standen beide Panzerkorps im Vormarsch auf Traiskirchen und Trumau. Das 9. Garde-mechanisiertes Korps stieß weiter über Baden nach Mödling während das 5. Garde-Panzerkorps sich zwischen Münchendorf und Laxenburg heftige Kämpfe mit Resten der 2. SS-Panzer-Division lieferte.
Ab 6. April wurde dann aus dem Raum Baden die von Marschall Tolbuchin befohlene Westumfassung Wiens über den Wienerwald durchgeführt. Nach dem Durchbruch zur Donau bei Tulln wurde bei Korneuburg die Verbindung mit der von Osten kommenden 46. Armee hergestellt. Die Stadt Wien konnte nach einwöchigen schweren Straßenkämpfen am 13. April in Zusammenarbeit mit der 4. und 9. Gardearmee sowie der 46. Armee der 2. Ukrainischen Front eingenommen werden.
Die Panzerarmee wurde anschließend wieder der 2. Ukrainischen Front zugeteilt, mit der sie an der Offensive in Richtung Brno teilnahm. In den Schlussoperationen in der Tschechoslowakei nahm die Armee an der Prager Operation teil, wobei bis zum 9. Mai, dem offiziellen Tag des Kriegsendes, Benešov (etwa 30 km südöstlich von Prag) erreicht wurde.
Am 3. Juni 1945 erging der Befehl des sowjetischen Generalstabs, neben anderen Verbänden die 6. Gardepanzerarmee bis zum 14. Juli per Eisenbahn in den Bereich der Transbaikalfront zu verlegen und dieser zu unterstellen. Am 9. August ging die Armee im Rahmen der „Operation Auguststurm“ über das Große Hinggan-Gebirge auf Mukden vor. Am dritten Tag der Operation erreichte sie die Mandschurische Ebene auf dem Gebiet des Kreises Lubei und entwickelte ihren Angriff auf Mukden, wobei Teile der Armee auf die Stadt Changchun angesetzt wurden. Die japanische Kwantung-Armee hatte den Angriffen aus drei Richtungen nichts mehr entgegenzusetzen und kapitulierte am 19. August, wenige Tage nach der kaiserlichen Ansprache vom 15. August. Insgesamt legte die 6. Gardepanzerarmee in der Mandschurischen Operation 800 Kilometer zurück.

### Nachkriegszeit
Die nächsten 15 Jahre war die Armee auf dem Gebiet der Mongolischen Volksrepublik stationiert und unterstand dem Transbaikal-Militärbezirk. 1960 wurde sie in die Ukraine abgezogen und dabei neu zusammengesetzt. Ihre Ausstattung bestand bis in die 1980er Jahre aus Panzern der Typen T-54/T-55 und T-10/T-10M.
In den späten 1980er Jahren erfolgte eine Truppenreduzierung, die mittleren Panzer wurden durch den T-64 abgelöst und die schweren T-10 abgeschafft und eingeschmolzen. Mit dem Abzug der Südgruppe der Streitkräfte aus Ungarn 1990/91 kamen einige von deren Einheiten in den Bestand der Armee. Mit der Auflösung der Sowjetunion kam die Armee zu den neuformierten ukrainischen Bodenstreitkräften und wurde innerhalb dieser 1993 zum 6. Armeekorps umgewandelt.

## Befehlshaber in der Zeit des Zweiten Weltkriegs
- Andrei Grigorjewitsch Krawtschenko – Januar 1944 bis Kriegsende